# Тунис на летних Олимпийских играх 2012
Тунис на летних Олимпийских играх 2012 был представлен в семнадцати видах спорта.

## Медалисты

### Золото
| Золото |               |                                                   |
| №      | Спортсмены    | Вид спорта (дисциплина)                           |
| 1      | Усама Меллули | Плавание (мужчины, 10 километров в открытой воде) |

| Золото |              |                                                               |
| №      | Спортсмены   | Вид спорта (дисциплина)                                       |
| 1      | Хабиба Гриби | Лёгкая атлетика (женщины, бег на 3000 метров с препятствиями) |

### Бронза
| Бронза |               |                                                |
| №      | Спортсмены    | Вид спорта (дисциплина)                        |
| 1      | Усама Меллули | Плавание (мужчины, 1500 метров вольным стилем) |

## Результаты соревнований

### Академическая гребля
В следующий раунд из каждого заезда проходили несколько лучших экипажей (в зависимости от дисциплины). В утешительный заезд попадали спортсмены, выбывшие в предварительном раунде. В финал A выходили 6 сильнейших экипажей, остальные разыграли места в утешительных финалах B-F.
Мужчины
| Соревнование | Спортсмены   | Предварительный заезд | Предварительный заезд | Предварительный заезд | Отборочный заезд | Отборочный заезд | Отборочный заезд | Четвертьфинал | Четвертьфинал | Четвертьфинал | Полуфинал     | Полуфинал     | Полуфинал     | Финал   | Финал   | Итоговое место |
| Соревнование | Спортсмены   | Заезд                 | Время                 | Место                 | Заезд            | Время            | Место            | Заезд         | Время         | Место         | Заезд         | Время         | Место         | Время   | Место   | Итоговое место |
| ------------ | ------------ | --------------------- | --------------------- | --------------------- | ---------------- | ---------------- | ---------------- | ------------- | ------------- | ------------- | ------------- | ------------- | ------------- | ------- | ------- | -------------- |
| одиночки     | Аймен Меджри | 6                     | 7:21,64               | 5                     | 1                | 7:11,94          | 4                | Не участвовал | Не участвовал | Не участвовал | Полуфинал E/F | Полуфинал E/F | Полуфинал E/F | Финал F | Финал F | 31             |
| одиночки     | Аймен Меджри | 6                     | 7:21,64               | 5                     | 1                | 7:11,94          | 4                | Не участвовал | Не участвовал | Не участвовал | 2             | 7:35,48       | 4             | 7:33,62 | 1       | 31             |

### Баскетбол
Мужчины
На Игры квалифицировалась мужская сборная Туниса в составе 12 человек.

### Бокс
Мужчины
| Соревнование      | Спортсмены                          | 1-й раунд                   | 2-й раунд            | Четвертьфинал        | Полуфинал            | Финал              |
| Соревнование      | Спортсмены                          | Соперник Результат          | Соперник Результат   | Соперник Результат   | Соперник Результат   | Соперник Результат |
| ----------------- | ----------------------------------- | --------------------------- | -------------------- | -------------------- | -------------------- | ------------------ |
| до 60 кг          |                                     |                             |                      |                      |                      |                    |
| Ахмед Меджри      | Шафик Читу (BEN) В 16-9             | Феликс Вердехо (PUR) П 7-16 | Завершил выступление | Завершил выступление | Завершил выступление |                    |
| до 64 кг          |                                     |                             |                      |                      |                      |                    |
| Абдерразак Хоуя   | Гейбатулла Гаджиалиев (AZE) В 19-16 | Джефф Хорн (AUS) П 11-17    | Завершил выступление | Завершил выступление | Завершил выступление |                    |
| до 81 кг          |                                     |                             |                      |                      |                      |                    |
| Яхия эль Мекахари | Джахон Курбонов (TJK) В 16-8        | Элшод Расулов (UZB) П 6-13  | Завершил выступление | Завершил выступление | Завершил выступление |                    |

Женщины
| Соревнование | Спортсмены                     | 1-й раунд             | Четвертьфинал         | Полуфинал             | Финал                 |
| Соревнование | Спортсмены                     | Соперник Результат    | Соперник Результат    | Соперник Результат    | Соперник Результат    |
| ------------ | ------------------------------ | --------------------- | --------------------- | --------------------- | --------------------- |
| до 51 кг     |                                |                       |                       |                       |                       |
| Маруа Рахали |                                | Мэри Ком (IND) П 6-15 | Завершила выступление | Завершила выступление | Завершила выступление |
| до 60 кг     |                                |                       |                       |                       |                       |
| Рим Джуини   | Алексис Притчард (NZL) П 10-15 | Завершила выступление | Завершила выступление | Завершила выступление | Завершила выступление |

### Борьба
Мужчины
Вольная борьба
| Соревнование | Спортсмены | Первый раунд       | Второй раунд       | Четвертьфинал      | Полуфинал          | Финал              |
| Соревнование | Спортсмены | Соперник Результат | Соперник Результат | Соперник Результат | Соперник Результат | Соперник Результат |
| ------------ | ---------- | ------------------ | ------------------ | ------------------ | ------------------ | ------------------ |
| до 66 кг     |            |                    |                    |                    |                    |                    |
| до 74 кг     |            |                    |                    |                    |                    |                    |

Греко-римская борьба
| Соревнование | Спортсмены | Первый раунд       | Второй раунд       | Четвертьфинал      | Полуфинал          | Финал              |
| Соревнование | Спортсмены | Соперник Результат | Соперник Результат | Соперник Результат | Соперник Результат | Соперник Результат |
| ------------ | ---------- | ------------------ | ------------------ | ------------------ | ------------------ | ------------------ |
| до 74 кг     |            |                    |                    |                    |                    |                    |
| до 84 кг     |            |                    |                    |                    |                    |                    |
| до 96 кг     |            |                    |                    |                    |                    |                    |
| до 120 кг    |            |                    |                    |                    |                    |                    |

Женщины
| Соревнование | Спортсмены | Первый раунд       | Второй раунд       | Четвертьфинал      | Полуфинал          | Финал              |
| Соревнование | Спортсмены | Соперник Результат | Соперник Результат | Соперник Результат | Соперник Результат | Соперник Результат |
| ------------ | ---------- | ------------------ | ------------------ | ------------------ | ------------------ | ------------------ |
| до 48 кг     |            |                    |                    |                    |                    |                    |
| до 55 кг     |            |                    |                    |                    |                    |                    |

### Волейбол
Мужчины
На игры квалифицировалась мужская сборная Туниса в составе 12 человек.

### Гандбол
Спортсменов — 14

#### Мужчины
Состав команды
Результаты
Группа A
| Место | Команда        | И | В | Н | П | ГЗ  | ГП  | +/- | Очки |
| ----- | -------------- | - | - | - | - | --- | --- | --- | ---- |
| 1     | Исландия       | 5 | 5 | 0 | 0 | 167 | 132 | +35 | 10   |
| 2     | Франция        | 5 | 4 | 0 | 1 | 159 | 110 | +49 | 8    |
| 3     | Швеция         | 5 | 3 | 0 | 2 | 156 | 115 | +41 | 6    |
| 4     | Тунис          | 5 | 2 | 0 | 3 | 121 | 125 | −4  | 4    |
| 5     | Аргентина      | 5 | 1 | 0 | 4 | 113 | 137 | −25 | 2    |
| 6     | Великобритания | 5 | 0 | 0 | 5 | 96  | 182 | −86 | 0    |

| 29 июля 14:30 (UTC+1) | Отчёт | Швеция            | 28:21 (16:11) | Тунис              | Коппер Бокс Зрителей: 4155 Судьи: Оскар Лопес, Анхель Сабросо |
| 29 июля 14:30 (UTC+1) | Отчёт | Далибор Додер — 8 | Голы          | Усамма Буханми — 6 | Коппер Бокс Зрителей: 4155 Судьи: Оскар Лопес, Анхель Сабросо |

| 31 июля 9:30 (UTC+1) | Отчёт | Тунис            | 22:32 (8:19) | Исландия             | Коппер Бокс Зрителей: 3559 Судьи: Мохамед Аль-Нуаими, Омар Омар |
| 31 июля 9:30 (UTC+1) | Отчёт | Амин Баннур — 10 | Голы         | Арон Пальмарссон — 8 | Коппер Бокс Зрителей: 3559 Судьи: Мохамед Аль-Нуаими, Омар Омар |

| 2 августа 11:15 (UTC+1) | Отчёт | Франция             | 25:19 (12:11) | Тунис           | Коппер Бокс Зрителей: 4670 Судьи: Ненад Николич, Душан Стойкович |
| 2 августа 11:15 (UTC+1) | Отчёт | Даниэль Нарсисс — 7 | Голы          | Амин Баннур — 5 | Коппер Бокс Зрителей: 4670 Судьи: Ненад Николич, Душан Стойкович |

| 4 августа 09:30 (UTC+1) | Отчёт | Тунис           | 34:17 (14:8) | Великобритания      | Коппер Бокс Зрителей: 4319 Судьи: Матия Губица, Борис Милошевич |
| 4 августа 09:30 (UTC+1) | Отчёт | Ауме Тоуми — 10 | Голы         | Себастьян Эдгар — 5 | Коппер Бокс Зрителей: 4319 Судьи: Матия Губица, Борис Милошевич |

| 6 августа 11:15 (UTC+1) | Отчёт | Аргентина         | 23:25 (12:12) | Тунис            | Коппер Бокс Зрителей: 4645 Судьи: Пер Олесен, Ларс Педерсен |
| 6 августа 11:15 (UTC+1) | Отчёт | Диего Симонет — 6 | Голы          | Камель Алуни — 7 | Коппер Бокс Зрителей: 4645 Судьи: Пер Олесен, Ларс Педерсен |

1/4 финала
| 8 августа 21:30 (UTC+1) | Отчёт | Хорватия       | 25:23 (11:12) | Тунис                          | Баскетбольная арена Зрителей: 9578 Судьи: Карлос Мария Марина, Дарио Лионель Миноре |
| 8 августа 21:30 (UTC+1) | Отчёт | Иван Чупич — 8 | Голы          | Ваэль Яллоуз, Камель Алуни — 4 | Баскетбольная арена Зрителей: 9578 Судьи: Карлос Мария Марина, Дарио Лионель Миноре |

Итог: 8-е место

### Лёгкая атлетика
Мужчины
| Дисциплина      | Спортсмен | Предварительный раунд | Предварительный раунд | Четвертьфиналы | Четвертьфиналы | Полуфиналы | Полуфиналы | Финал     | Финал |
| Дисциплина      | Спортсмен | Результат             | Место                 | Результат      | Место          | Результат  | Место      | Результат | Место |
| --------------- | --------- | --------------------- | --------------------- | -------------- | -------------- | ---------- | ---------- | --------- | ----- |
| 3 000 м с/п     |           |                       |                       |                |                |            |            |           |       |
| марафон         |           |                       |                       |                |                |            |            |           |       |
| ходьба на 20 км |           |                       |                       |                |                |            |            |           |       |

Женщины
| Дисциплина  | Спортсменка | Предварительный раунд | Предварительный раунд | Четвертьфиналы | Четвертьфиналы | Полуфиналы | Полуфиналы | Финал     | Финал |
| Дисциплина  | Спортсменка | Результат             | Место                 | Результат      | Место          | Результат  | Место      | Результат | Место |
| ----------- | ----------- | --------------------- | --------------------- | -------------- | -------------- | ---------- | ---------- | --------- | ----- |
| 3 000 м с/п |             |                       |                       |                |                |            |            |           |       |
| марафон     |             |                       |                       |                |                |            |            |           |       |

### Тхэквондо
Женщины
| Соревнование | Спортсменка  | Турнир       | 1/8 финала         | Четвертьфинал      | Полуфинал          | Финал              |
| Соревнование | Спортсменка  | Турнир       | Соперник Результат | Соперник Результат | Соперник Результат | Соперник Результат |
| ------------ | ------------ | ------------ | ------------------ | ------------------ | ------------------ | ------------------ |
| свыше 67 кг  |              | За 1-е место |                    |                    |                    |                    |
| свыше 67 кг  | За 3-е место |              |                    |                    |                    |                    |

### Тяжёлая атлетика
Спортсменов — 2
Мужчины
| Категория | Спортсмен       | Вес   | Рывок | Рывок | Рывок | Толчок | Толчок | Толчок | Всего | Место |
| Категория | Спортсмен       | Вес   | 1     | 2     | 3     | 1      | 2      | 3      | Всего | Место |
| --------- | --------------- | ----- | ----- | ----- | ----- | ------ | ------ | ------ | ----- | ----- |
| до 56 кг  | Халил эль-Маауи | 55.39 | 127   | 130   | 132   | —      | —      | —      | —     | —     |

Женщины
| Категория | Спортсмен    | Вес   | Рывок | Рывок | Рывок | Толчок | Толчок | Толчок | Всего | Место |
| Категория | Спортсмен    | Вес   | 1     | 2     | 3     | 1      | 2      | 3      | Всего | Место |
| --------- | ------------ | ----- | ----- | ----- | ----- | ------ | ------ | ------ | ----- | ----- |
| до 69 кг  | Гада Хассине | 68.64 | 97    | 101   | 102   | 115    | 120    | 125    | 222   | 10    |